# Идальго, Хуан
Хуан Идальго де Поланко (исп. Juan Hidalgo de Polanco; 28 сентября 1614, Мадрид — 31 марта 1685, там же) — испанский композитор, арфист. Один из самым видных композиторов эпохи барокко в испаноговорящем мире, автор музыки для первых двух опер, созданных на испанском языке. Считается отцом испанской оперы и сарсуэлы.

## Биография
В 1631—1685 годах служил арфистом Королевской капеллы в Мадриде. Играл для короля Филиппа IV. Около 1645 года начал — руководитель придворных камерных музыкантов и главный композитор вильянсико, камерных композиций и музыки для театра.

## Творчество
Хуан Идальго доминировал в светской и театральной музыке при испанском дворе вплоть до своей смерти. Был плодовитым композитором и пользовался большой популярностью на протяжении всей своей карьеры.
Автор первой испанской оперы «Одним лишь взором ревность убивает» на либретто Кальдерона де ла Барки (1660). Считается самой старой оперой, сохранившейся в Испании. Опера была исполнена в королевском дворце «Буэн-Ретиро» в Мадриде.
В отрывках сохранились оперы «Пурпур розы» (1660), «И амур не свободен от любви» (1662; обе на текст Кальдерона) и др.
Творчество Идальго де Поланко высоко ценилось современниками, ему был присвоен титул «единственного в искусстве музыки».

## Избранные музыкальные сочинения
- 1656 — Pico y Canente / комедия-пастораль.
- 1658? — Triunfos de amor y fortuna / мифология
- 1658 — El laurel de Apolo (либретто Кальдерона де ла Барки) / сарсуэла.
- 1660 — La púrpura de la rosa (либретто Кальдерона де ла Барки) / опера.
- 1660 — Celos aun del aire matan (либретто Кальдерона де ла Барки) / опера.
- 1661 — Eco y Narciso (либретто Кальдерона де ла Барки) / комедия-пастораль.
- 1661 — El hijo del Sol, Faetón (либретто Кальдерона де ла Барки).
- 1662 — Ni amor se libra de amor (либретто Кальдерона де ла Барки) /сарсуэла.
- 1670 — La estatua de Prometeo (либретто Кальдерона де ла Барки) / сарсуэла.
- 1670 — Fieras afemina amor (либретто Кальдерона де ла Барки)
- 1672 — Los celos hacen estrellas / сарсуэла.
- 1672 — Alfeo y Aretusa / сарсуэла.
- 1673 — Los juegos olímpicos / сарсуэла.
- 1675 — El templo de Palas.
- 1680 — Hado y divisa de Leonido y Marfisa (либретто Кальдерона де ла Барки) / опера.
- 1684 — Apolo y Leucotea / сарсуэла.
- 1684 — Endimión y Diana / сарсуэла.
- 1684 — Ícaro y Dédalo / мифология
- 1695 — El primer templo de Amor / мифология-пастораль.